# Tecnica a impasto

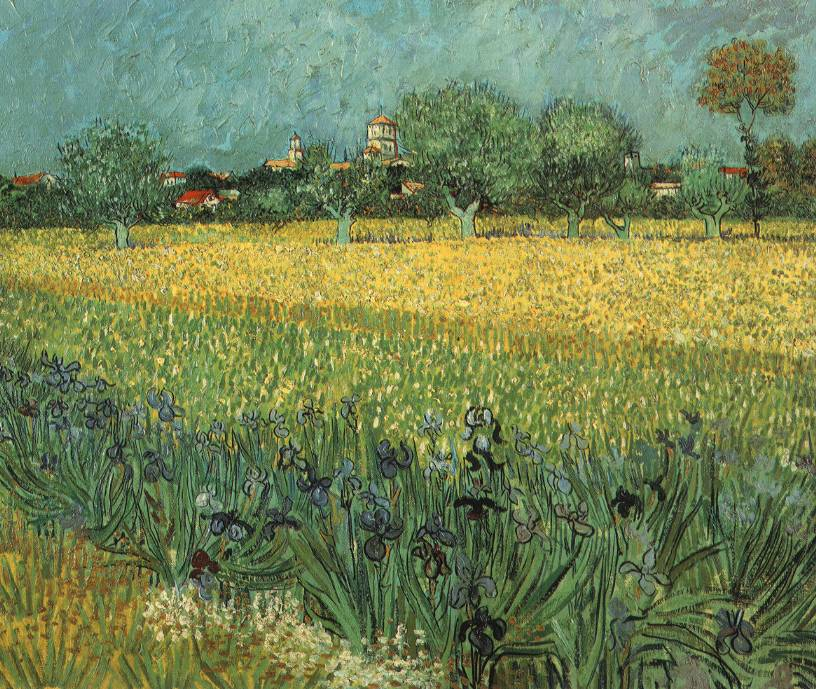
Vincent van Gogh, Veduta di Arles con iris (1888)

La tecnica a impasto o pittura a impasto è una tecnica pittorica, in cui il colore viene posto sulla tela con strati molto spessi.

## Caratteristiche
Nella tecnica a impasto, il colore, anche esso definito "impasto", è spesso distribuito sulla tela in così grandi quantità da rendere visibili i segni delle pennellate o del coltello da pittore utilizzati durante la realizzazione dell'opera. Sebbene il metodo più usato per questo tipo di pittura materica venga solitamente applicato utilizzando degli oli, è possibile utilizzare anche le vernici acriliche se vengono aggiunti particolari gel. L'artista che applica l'impasto sull'opera può talvolta miscelare i colori direttamente sulla tela. Quando l'impasto è asciutto, esso dà all'opera finale un senso di maggiore consistenza materica. La tecnica ad impasto serve a diversi scopi. In primo luogo, consente all'artista di avere un maggiore controllo sui giochi di luce nel dipinto. In secondo luogo, può aggiungere maggiore espressività alla pittura, suggerendo allo spettatore la forza e la velocità con cui l'artista ha applicato l'impasto. In terzo luogo, la vernice così applicata può suggerire una resa scultorea tridimensionale a un dipinto. Il primo obiettivo fu perseguito da maestri come Rembrandt, Diego Velázquez, Tiziano e Vermeer, per rappresentare pieghe di abiti o gioielli con uno stile pittorico delicato. Molto più tardi, gli impressionisti francesi crearono esemplari realizzati interamente con la tecnica a impasto. Espressionisti astratti come Hans Hofmann, Willem de Kooning e Jackson Pollock, così come aveva fatto anni prima Vincent van Gogh, ne hanno fatto ampio uso per suggerire un senso di drammaticità alla pittura. Ancora più recentemente, Frank Auerbach ha usato degli impasti di colore che danno alle sue opere un senso di tridimensionalità.
La parola "impasto" indica un insieme di ingredienti mescolati assieme e deriva dal tardo latino "pasta" e dal greco antico πάστη, ovvero "farina mescolata con acqua e sale".